# Wilhelm Neukom
Wilhelm Neukom (Sciaffusa, 23 febbraio 1920 – Zurigo, 7 ottobre 1987) è stato un calciatore svizzero, di ruolo centrocampista.

## Carriera

### Club
Ha sempre giocato nel campionato svizzero.

### Nazionale
Ha collezionato 8 presenze con la propria Nazionale.